# Von der Wiege bis zum Grabe

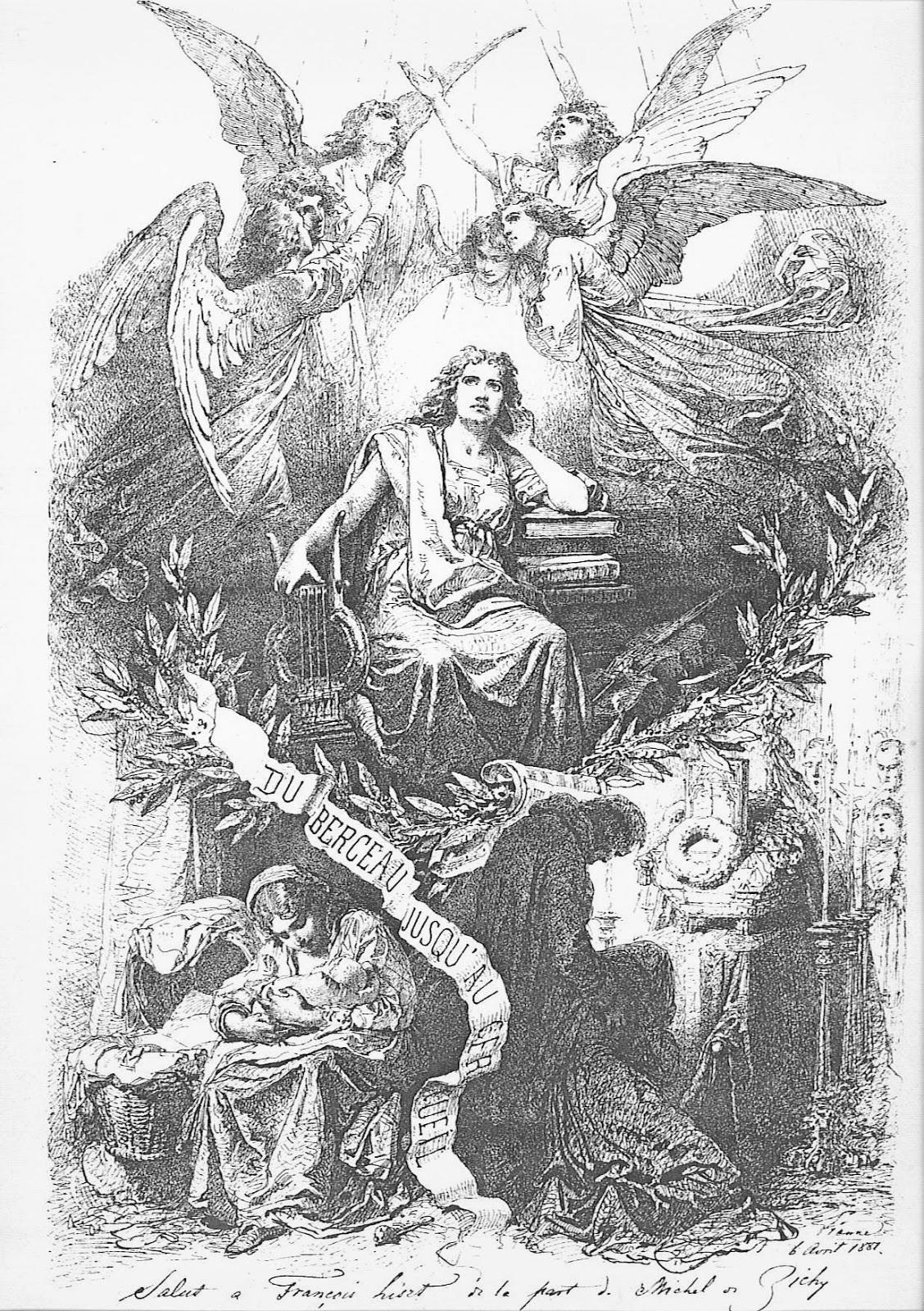
Gravure naar het ontwerp van Mihály Zichy

Von der Wiege bis zum Grabe (S 107) (Du berceau jusqu'à la tombe) is een symfonisch gedicht gecomponeerd door Franz Liszt. Het is geïnspireerd op een pentekening van  Mihály Zichy, gecomponeerd in 1881 en Liszts 13de symfonisch gedicht.

## Beschrijving
Dit symfonische gedicht is een muziekstuk in één deel, hoorbaar onderverdeeld in drie onderdelen. Dit zijn de tempoaanduidingen in de partituur:
- Die Wiege (Le Berceau). Andante
- Der Kampf um's Dasein (Le Combat pour la vie). Agitato rapido
- Zum Grabe: Die Wiege des zukünftigen Lebens (À la tombe: berceau de la vie future). Moderato quasi andante

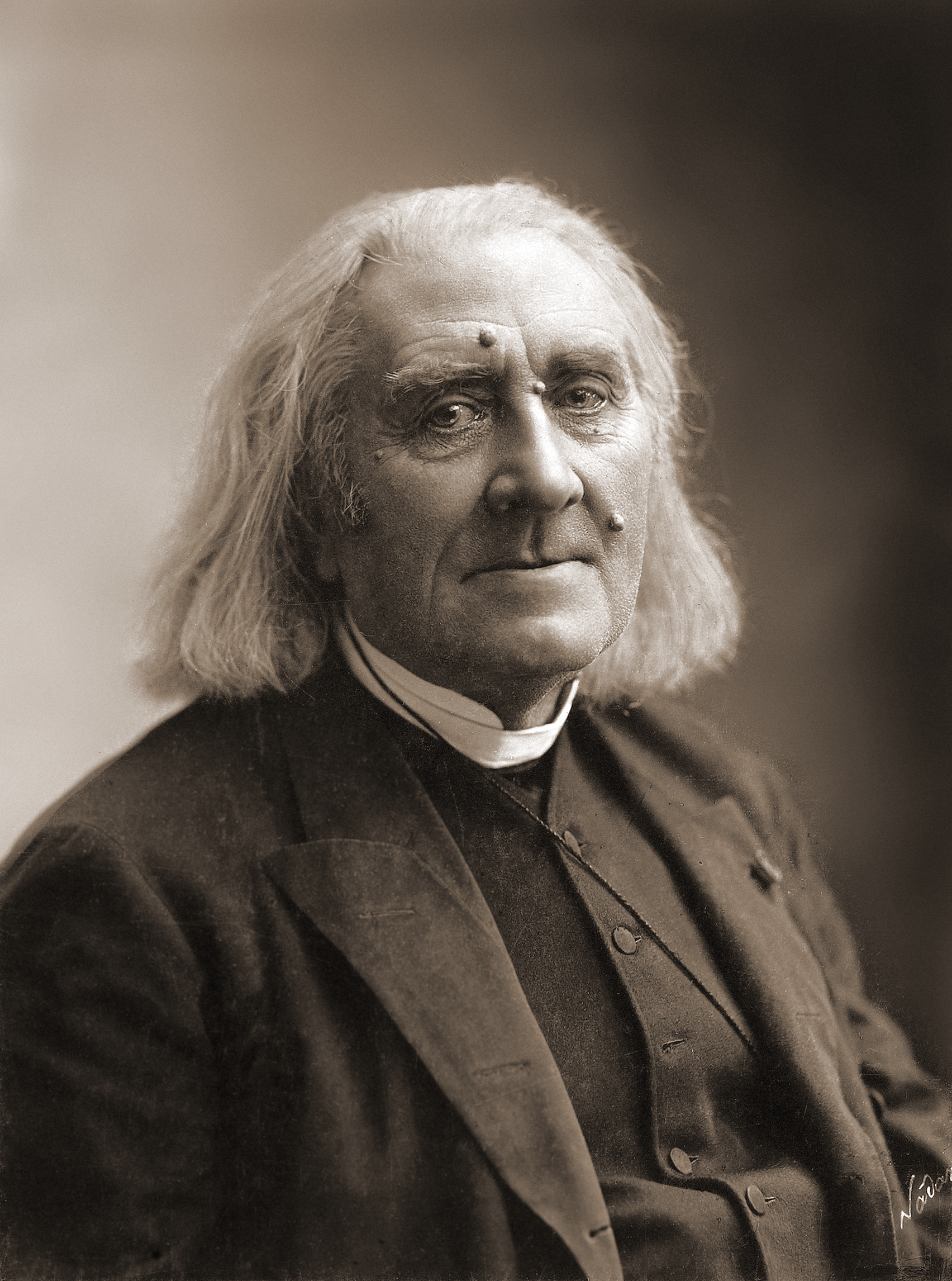
Laatste fotografische opname van Franz Liszt

In 1881 zond Graaf Mihály Zichy, die in Hongarije vooral bekend is vanwege zijn illustraties bij de ballades van János Arany, uit bewondering voor Liszt, hem een pentekening, ‘Du berceau jusqu'à la tombe’ genaamd. Deze allegorische tekening hield Liszt zo bezig, dat het leidde tot zijn 13de symfonische gedicht. Onderaan de tekening wordt de doodskist getoond waarbij een moeder met haar kind staat. In de achtergrond zien we een baar met kransen die omringd wordt door treurenden. In het midden zit een man in Grieks uitziende kleding; hij leunt tegen een stapel boeken en met zijn vrije hand rust hij tegen een snaarinstrument aan. Gevleugelde engelen plaatsen een halo boven zijn hoofd. 
Liszt schreef aan Zichy dat hij een symfonie in zijn hoofd hoorde als hij naar de tekening keek. Hij componeerde een werk, duidelijk in drie delen, dat aan het einde bij zichzelf terugkeert (in plaats van dat het eindigt met een apotheose).
Liszt herinterpreteerde de tekening volledig. Hij veranderde de titel van het Frans in het Duits, zodat dit hem de gelegenheid gaf duidelijk de drie delen aan te geven en te voorzien van subtitels. Het palindroom-achtige in de composities blijkt niet alleen muzikaal, maar ook doordat Liszt meende dat een graf de wieg in de andere wereld is. Het motief in het tweede deel (der Kampf um's Dasein) komt niet in de tekening voor. Hij wilde met de toevoeging ermee duiden dat het leven van de mens duidelijk drie fases kent. Niet alleen de vorm van dit symfonisch gedicht is zo duidelijk anders dan die uit Liszts Weimar-periode maar ook het begin van de composities is totaal anders. Ze begint met slechts vier instrumenten (altviool, viool, harp en fluit) en hij bouwt de muziek vanuit een kamermuziekachtig begin op. Een ander fenomeen in de muziek is dat het einde van elk deel open is gelaten. Dit gebeurt door het af te sluiten met een enkel instrument. Het eerste deel door de altviool, het tweede door de pauken en het derde door de cello’s. De thema’s in de drie delen zijn totaal verschillend van elkaar - anders dan de variatievorm in alle andere 12 symfonische gedichten - en zijn feitelijk kleine cellen die voortdurend en oneindig (kunnen) roteren. Loopt Liszt hier voorop in de muziekontwikkeling naar avant garde en minimalistische technieken? Deze rotatie geeft ook het eeuwige van het leven weer; uit leven komt nieuw lieven tot in het oneindige. Aan het einde van de compositie imiteren de cello’s het wiegen van de wieg en daarmee lijkt ook dat Liszt in deze compositie afscheid van het leven neemt.